# Cacostola colombiana
Cacostola colombiana är en skalbaggsart som beskrevs av Martins och Maria Helena M. Galileo 1999. Cacostola colombiana ingår i släktet Cacostola och familjen långhorningar. Inga underarter finns listade.